# Форесто (Венеција)
Форесто (итал. Foresto) насеље је у Италији у округу Венеција, региону Венето.
Према процени из 2011. у насељу је живело 44 становника. Насеље се налази на надморској висини од 0 м.